# 馬里烏斯·洛德
馬里烏斯·洛德（挪威語：Marius Lode；1993年3月11日—）是一位挪威足球運動員，現效力於挪威足球超级联赛球隊博德閃耀。在場上的位置是中後衛。
他於2021年3月24日起代表挪威國家隊參加國際賽，首場賽事為世界盃外圍賽中對戰直布羅陀。

## 外部連結
- 馬里烏斯·洛德在Soccerway.com（英语）
- 馬里烏斯·洛德在WorldFootball.net（英语）
- 馬里烏斯·洛德在National-Football-Teams.com（英语）
- 馬里烏斯·洛德在kicker（德语）
- 馬里烏斯·洛德在FBref.com（英语）
- 馬里烏斯·洛德在Norway Football Association（挪威语）
- 馬里烏斯·洛德在EU-Football.info（英语）
- 馬里烏斯·洛德在FootballDatabase.eu（英语）
- 馬里烏斯·洛德在Transfermarkt（英语）

1. ↑  . FC Schalke 04.   [4 August 2022]. （原始内容存档于2022-08-30）. （页面存档备份，存于）